# Campagne de Mine Run
Batailles
Bataille de Mine Run.
La campagne de Mine Run, également évoquée sous les dénominations bataille de Mine Run, de Payne's Farm, ou de New Hope Church (27 novembre -  2 décembre 1863), se déroule dans le comté d'Orange, en Virginie. Avec l'armée du Potomac, l'Union tente, encore une fois sans succès, de défaire l'armée de Virginie du Nord confédérée. La campagne est marquée par des contretemps et occasionne peu de pertes.
Cette courte campagne d'hiver fait suite à la campagne de Bristoe, elle-même suivant la campagne de Gettysburg.
Elle marque, pour l'année 1863, la fin des hostilités sur le théâtre oriental de la guerre de Sécession.

## Le contexte

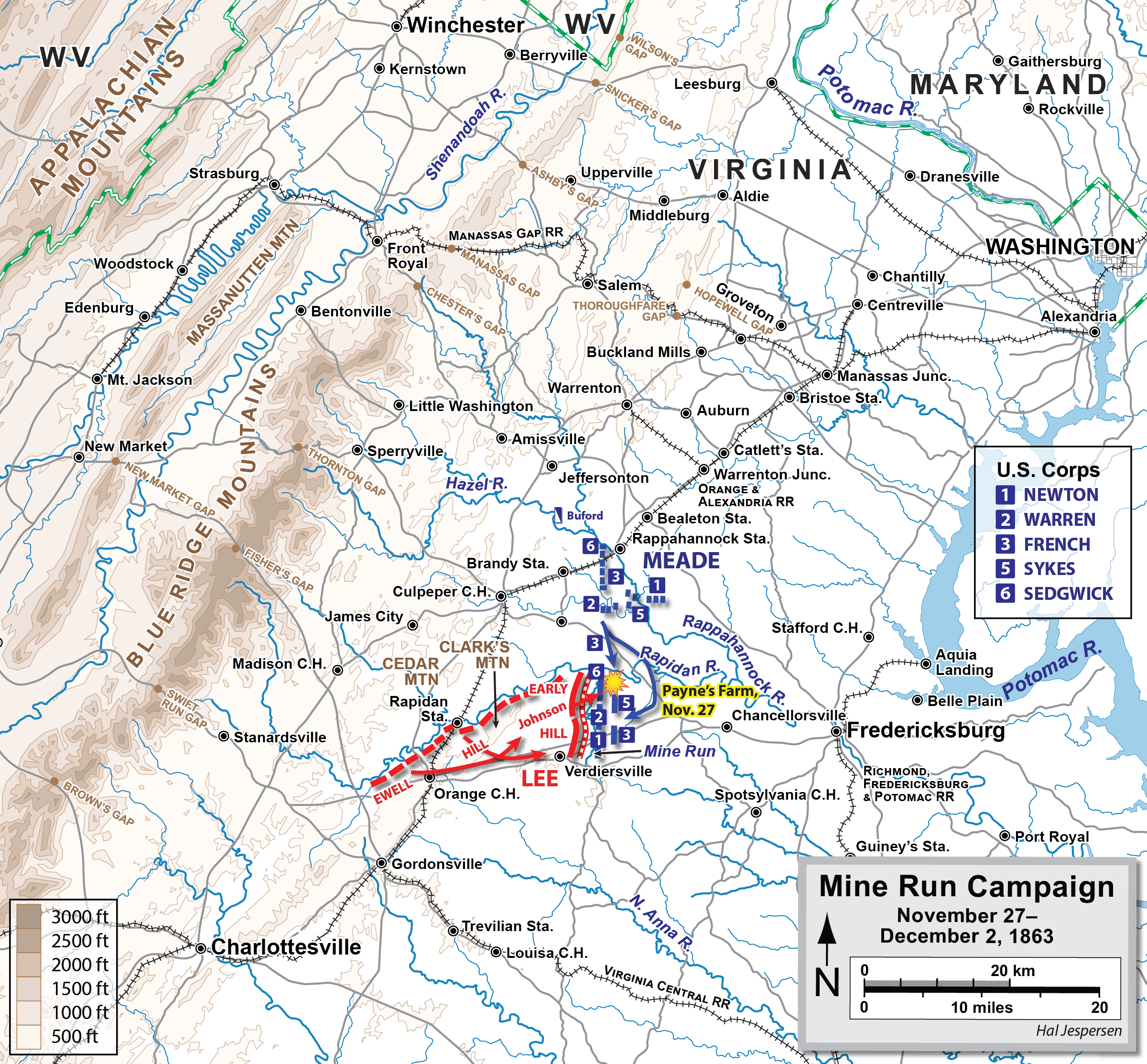
Campagne de Mine Run.
Confédérés
Union

### Le contexte géographique
Les opérations ont lieu sur le territoire de la Virginie, entre les montagnes Blue Ridge, à l'ouest et le fleuve Potomac, à l'est. Cette zone est d'orientation nord-est/sud-ouest et est coupée par plusieurs rivières qui coulent vers le Potomac. La petite rivière de Mine Run coule vers le nord pour se jeter dans la Rapidan. Un détail, qui aura son importance, la rive gauche de la rivière est en surplomb, contrairement à la rive droite qui est plate.
Une ligne de chemin de fer, permettant de relier Washington, capitale nordiste, à Richmond, capitale sudiste, traverse cette zone.

### Le contexte militaire
Après la bataille de Gettysburg, qui a eu lieu en juillet 1863, les confédérés commandés par le général Robert E. Lee ont repassé le Potomac pour se replier en Virginie. Du côté de l'Union, le major-général George G. Meade, accusé de ne pas avoir poursuivi son adversaire avec assez de détermination, tente de donner satisfaction au président Lincoln : en octobre – novembre, il mène, sur le territoire de la Virginie, la campagne de Bristoe, mais ses résultats sont insignifiants.
À la fin de novembre, il entreprend de traverser la zone de broussailles inculte connue sous le nom de Wilderness of Spotsylvania pour frapper le flanc droit de l'armée confédérée au sud de la rivière Rapidan. Meade détient alors des renseignements indiquant que les sudistes, très inférieurs en nombre (48 000 hommes, contre 81 000 pour le Nord) ont scindé leurs forces en deux ailes, séparées par Clark's Mountain, l'une basée à Mine Run et l'autre à Liberty Mills, à plus de 45 km de distance. Meade veut traverser la Rapidan en dessous de l'écran de cavalerie formé par les unités du major-général J.E.B. Stuart, battre le flanc droit du deuxième corps d'armée confédéré commandé par le lieutenant-général Richard S. Ewell et répéter l'opération avec le troisième corps commandé par le lieutenant-général A.P. Hill.

## Le déroulement de la campagne
Contrairement au plan qu'avait déployé, au même endroit et plus tôt dans l'année, son prédécesseur Joseph Hooker pendant la campagne de Chancellorsville, Meade n'envisage pas d'effectuer de diversions et préfère une attaque-éclair avec l'ensemble de ses forces. Le 25 novembre, ses troupes se mettent en marche et bénéficient du brouillard qui masque leurs mouvements aux sentinelles confédérées. Mais le IIIe corps du major-général William H. French s'enlise en passant le gué de Jacob's Ford, puis ralentit l'ensemble du mouvement en déplaçant son artillerie vers Germanna Ford, où d'autres unités tentent aussi de franchir la rivière.

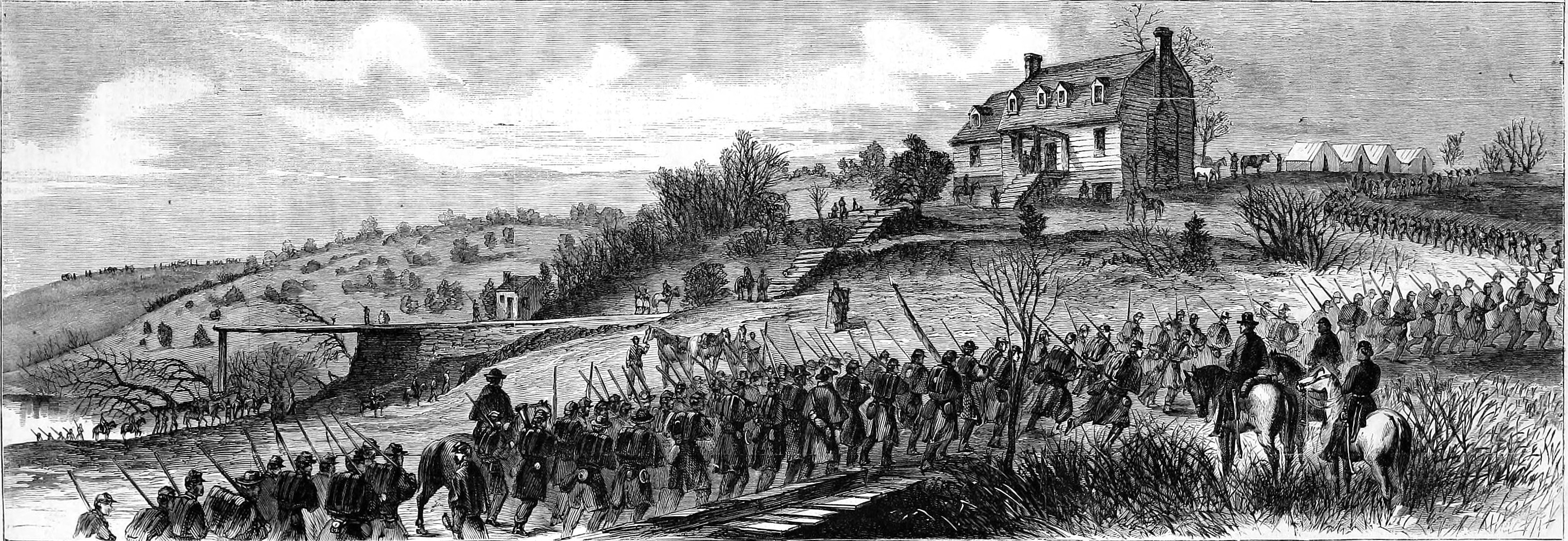
Les troupes de l'Union passent la Rapidan à Germanna Ford pendant la campagne de Mine Run (illustration tirée de Harper's Weekly).

L'effet de surprise et la vitesse d'exécution font maintenant défaut à Meade et Lee a le temps de s'organiser pour réagir. Il ordonne au major-général Jubal A. Early, provisoirement chargé du deuxième corps de Ewell, de faire route vers l'est sur la route d'Orange pour aller à la rencontre de French, avec lequel il entre en contact aux environs de Payne's Farm. Une division du corps de French, commandée par Joseph B. Carr attaque à deux reprises. La division du major-général Edward « Allegheny » Johnson contre-attaque, mais elle est dispersée par un feu nourri et un terrain accidenté.
Après la tombée de la nuit, Lee se retire pour consolider ses positions le long de Mine Run. Le jour suivant, l'armée de l'Union encercle les positions confédérées. Meade programme un bombardement d'artillerie suivi d'un assaut par le sud, confié au IIe corps commandé par le major-général Gouverneur K. Warren, suivi, une heure plus tard, d'une attaque par le nord, confiée au VIe corps conduit par le major-général John Sedgwick.
Pour sa part, Lee a programmé une attaque pour le 2 décembre sur le flanc gauche de l'Union, reconnu comme un point faible le jour précédent par la cavalerie du major-général Wade Hampton.

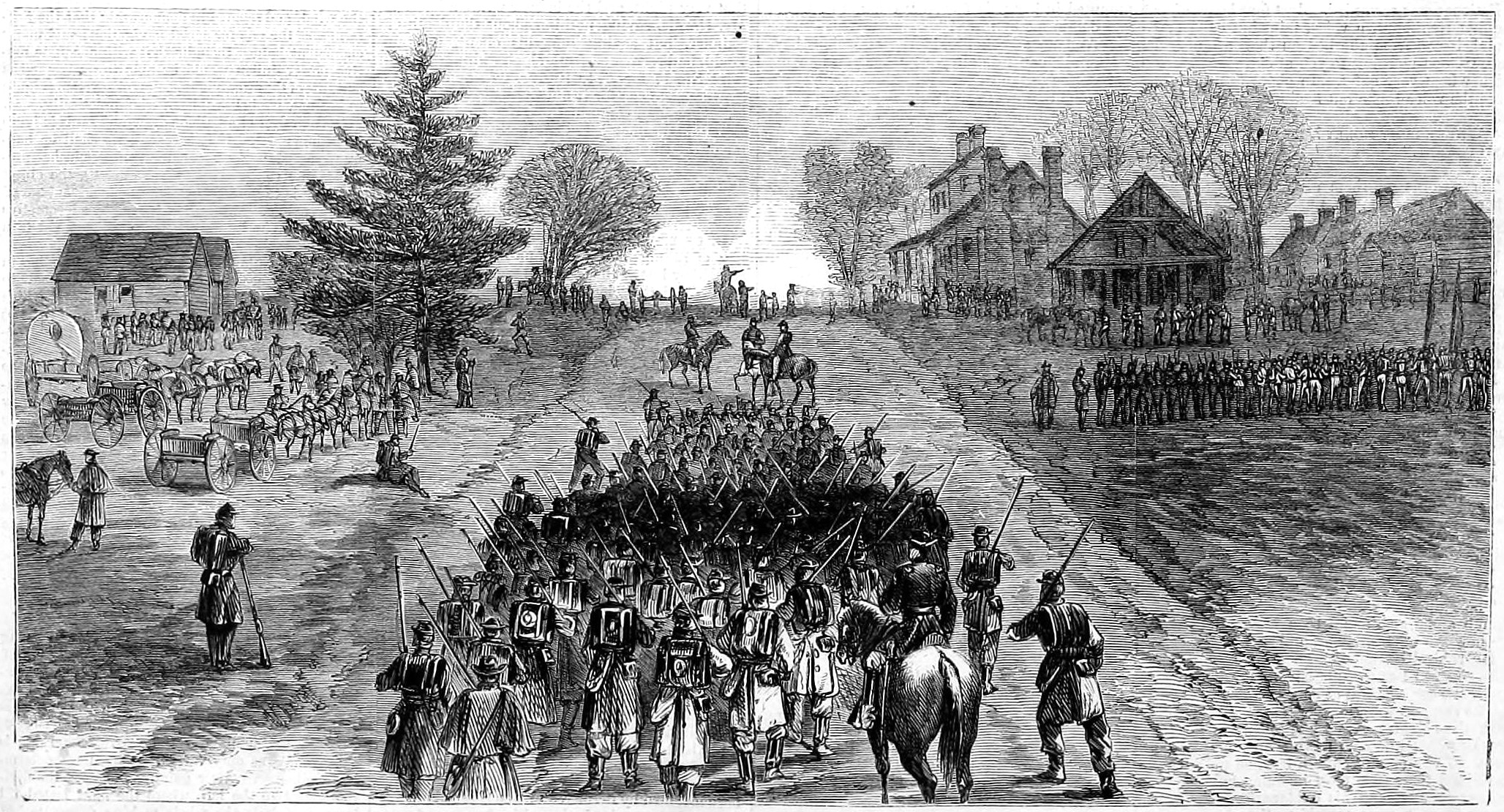
L'avancée des troupes de Warren à Mine Run.

L'artillerie de l'Union entre en action à l'heure dite, mais l'attaque prévue ne se produit pas. Meade en conclut que la ligne confédérée est plus robuste qu'il ne l'avait estimée (en fait, il semble que ce soit Warren qui ait décidé d'annuler l'attaque) et se retire dans la nuit du 1er au 2 décembre, mettant un terme à la campagne et laissant Lee dépité de ne plus avoir d'adversaire à affronter.

## Les conséquences
La campagne a entrainé 1 272 pertes du côté de l'Union et 680 du côté confédéré.
L'armée du Potomac prend ses quartiers d'hiver sur le territoire de la Virginie, à Brandy Station. Mine Run a été la dernière opportunité offerte à Meade de produire une offensive stratégique d'importance avant l'arrivée, sur le théâtre oriental, d'Ulysses S. Grant, nommé général-en-chef au printemps suivant.
Lee exprima également des regrets sur cette fin de campagne tronquée : « Je suis trop vieux pour commander cette armée », aurait-il dit, « Nous n'aurions jamais dû permettre à ces gens de s'en tirer ainsi. ». L'espoir confédéré de répéter le triomphe de Chancellorsville s'était évanoui.